# Pierre Racicot
Pierre Racicot, kanadski hokejski sodnik, * 15. februar 1967, Verdun, Quebec, Kanada. 
Racicot sodi v ligi NHL, kjer nosi dres s številko 65. 